# آ بيضاء
آ بيضاء (الاسم العلمي: Aa leucantha) هو نوع، في جنس آ، وضع التسمية العلمية رودولف شليتشتر، وذلك في  1920.